# أ. بي. كولتون
أ. بي. كولتون هو سياسي أمريكي، ولد في 1831 في فيرمونت في الولايات المتحدة، وتوفي في 16 مايو 1887. نشط حزبياً في الحزب الجمهوري. وقد انتخب عضو مجلس نواب مينيسوتا ‏.